# Хэндфорд, Морис
Морис Хэндфорд (англ. Maurice Handford; 29 апреля 1929, Солсбери — 16 декабря 1986, Уорминстер) — британский трубач и дирижёр.
В 1949—1961 годах играл на трубе в оркестре Халле. Затем, желая переключиться на дирижёрскую деятельность, возглавил в 1962 году в Манчестере непрофессиональный оркестр Манчестерского Бетховенского общества и руководил им на протяжении трёх сезонов, существенно, по мнению самих оркестрантов, подняв его уровень мастерства. Одновременно начал выступать как дирижёр со своим исконным оркестром и затем в 1966 году вернулся в него в качестве второго дирижёра. После пяти лет работы в Халле стал в 1970 году штатным дирижёром Симфонического оркестра Бирмингема и, в частности, вместе с его руководителем Луи Фремо участвовал в восточноевропейских гастролях коллектива. Одновременно Хэндфорд возглавил Филармонический оркестр Калгари, которым руководил до 1975 года. В дальнейшем вновь работал с Оркестром Халле; в ходе концертов 1979—1980 годов оркестром под управлением Хэндфорда был, в частности, записан альбом «Бисы Халле» (англ. Halle Encore!), перевыпущенный на CD в 2002 году. Среди других записей Хэндфорда — «Языческая симфония» Гренвилла Бантока (1968, с Шотландским симфоническим оркестром BBC), Carmina Burana Карла Орфа с оркестром и хором Халле и др. Хэндфорд был первым исполнителем произведений Дэвида Эллиса, Джона Маккейба, Пола Рида и других британских композиторов.